# Mimosa paraguariae
Mimosa paraguariae là một loài thực vật có hoa trong họ Đậu. Loài này được Micheli miêu tả khoa học đầu tiên.